# Berghof
Berghof fue el lugar de descanso y segunda residencia gubernamental de Adolf Hitler en Obersalzberg, en los Alpes Bávaros cerca de Berchtesgaden, Alemania. 
En sus comienzos fue un modesto refugio típico alpino llamado Haus Wachenfeld. En 1924, al salir de prisión inmediatamente después del Putsch de Múnich y después de construir su residencia, fue el lugar en el que Hitler estuvo durante la mayor parte de la Segunda Guerra Mundial, además de ser uno de los Cuarteles Generales del Führer más conocidos que se extendían por toda Europa. De hecho, fue la residencia de vacaciones de Hitler durante diez años. Fue dañado por las bombas británicas a finales de abril de 1945, y de nuevo a principios de mayo por las tropas de las SS en retirada, y fue saqueado tras la llegada de las tropas aliadas a la zona. El gobierno bávaro demolió el edificio quemado en 1952.

## Los orígenes

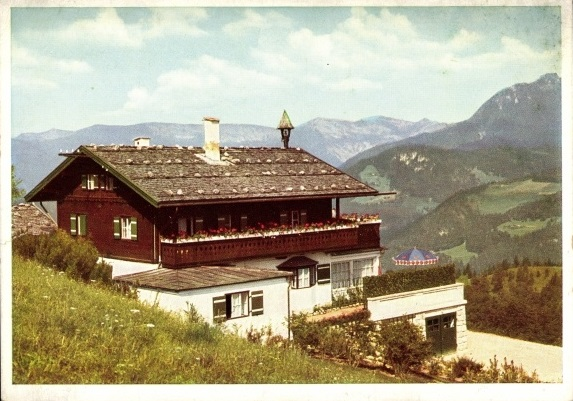
Casa Wachtenfeld en 1926

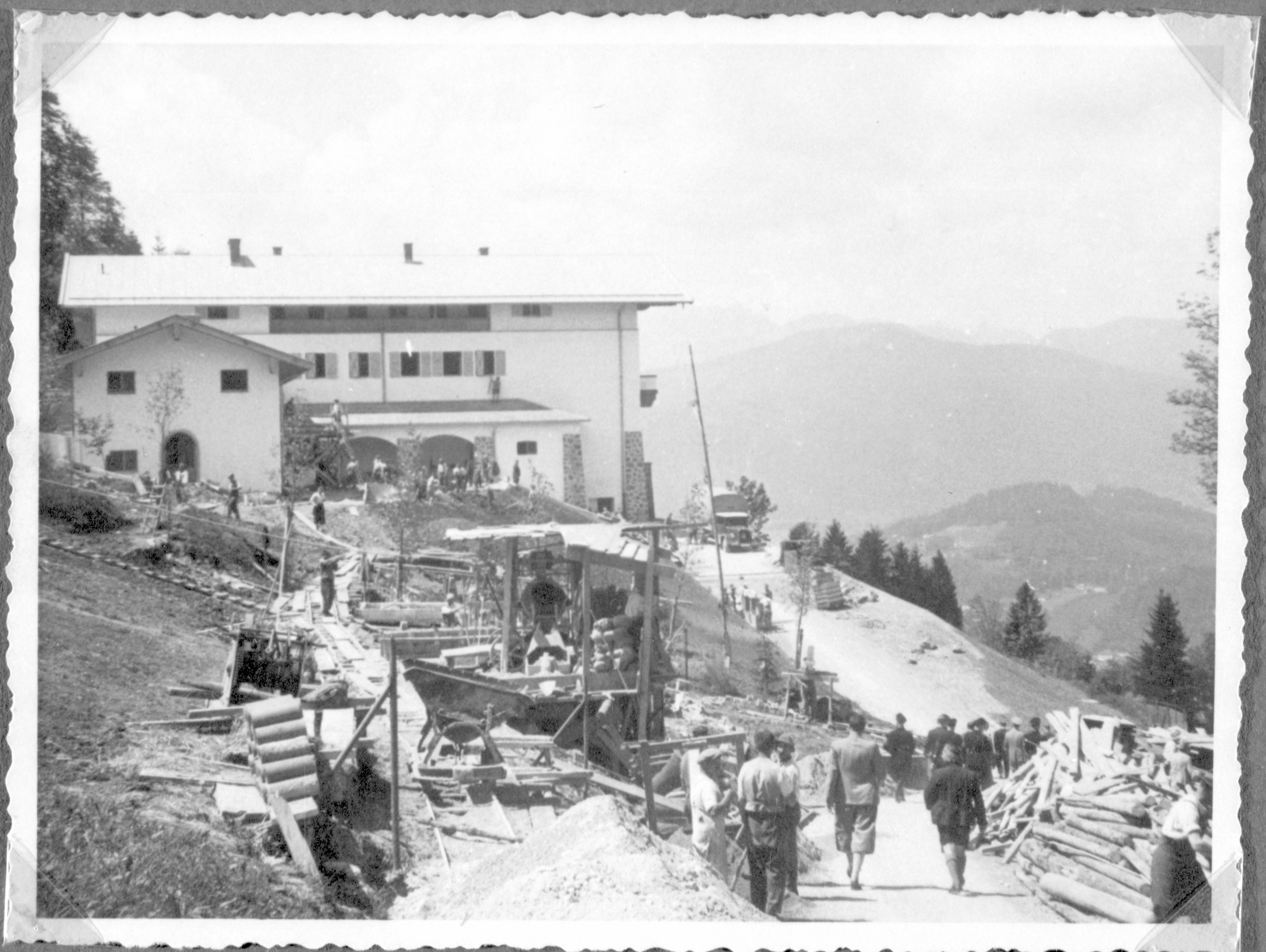
El Berghpf en remodelación como residencia oficial, año 1936.

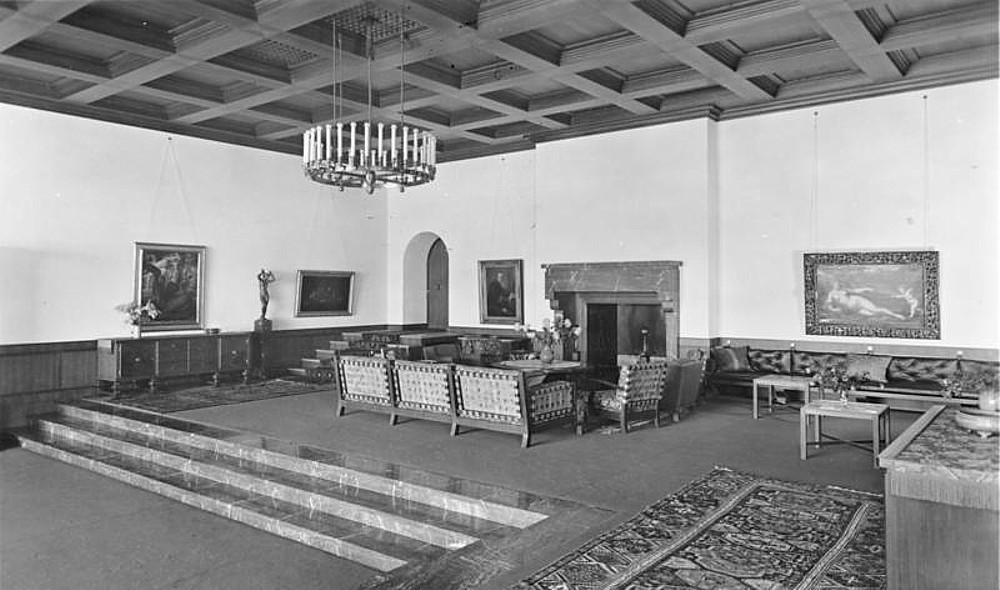
Salón principal.

La casa en madera estaba entre los 900 y 1000 metros (2.952-3.280 pies) de altitud y pertenecía al consejero comercial Hans Wachenfeld de Buxtehude a principios del siglo XX. En 1924 se la alquiló a Adolf Hitler, quien para la época era un político con cierto renombre, recién salido de la cárcel tras el fracasado Putsch de Múnich. En esta casa se refugió Hitler mientras el NSDAP se reconstruía en 1925. Posteriormente, vivió de manera alternativa entre Múnich y la casa. En 1932, con los frutos de las repetidas ediciones de su libro “Mein Kampf” (siendo este su dinero personal) logró comprar la casa y mudó a su media hermana Angela Raubal con la intención de que la cuidara e hiciera de ama de llaves y administradora general.

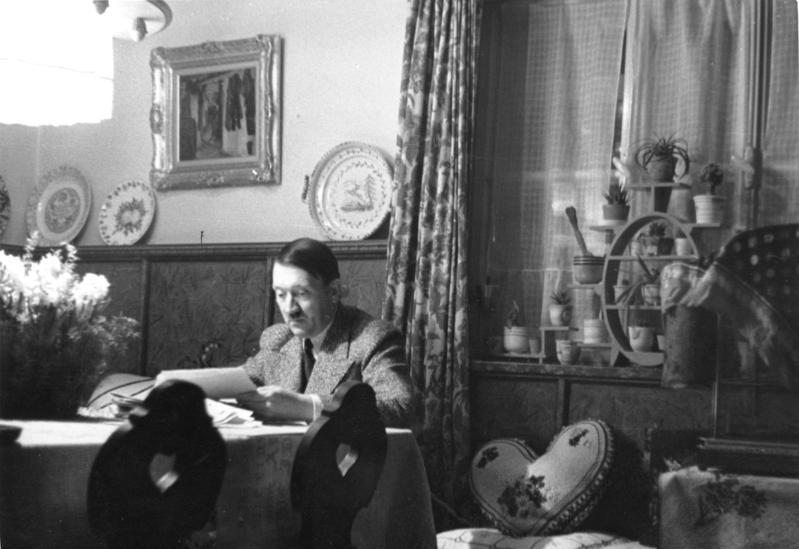
Adolf Hitler descansa en uno de los cuartos del Berghof, en 1936.

El Berghof era en principio una modesta casa alpina de madera común y corriente y se la conocía como Haus Wachenfeld. 
Reconstruida en material sólido, ampliada y remodelada totalmente entre 1934 y 1936, con un coste de 30 millones de marcos de la época, más de 350 millones de euros actuales. Con estas modificaciones se amplió a más de 30 cuartos y fue dotada con amplios voladizos. Solo el ala oeste de la casa original fue dejada incólume. La primera planta fue destinada al dormitorio de Hitler y de Eva Braun, una amplia sala de estar con un gran ventanal practicable y que le permitía además ver películas. La decoración estuvo a cargo de la diseñadora de interiores Gerdy Troost, que insistió en no usar iconografía nazi, sino algo más mundano, propio de la clase media alemana. Por lo general, el ambiente que se sentía en el Berghof era más bien familiar que gubernamental y estaba hecho a la medida de Hitler.
Tuvo función como residencia y visitas diplomáticas cerca de veinte años. En dicha casa remodelada, fueron recibidos dignatarios como Kurt von Schuschnigg, canciller austriaco, el 12 de febrero de 1938, además del primer ministro británico Neville Chamberlain, el 5 de septiembre de 1938. Fue la residencia permanente desde 1936 de Eva Braun y su hermana Gretl Braun.
En el Berghof eran admitidos solo para cuestiones estatales los altos oficiales de las SS, como Himmler, Reinhard Heydrich, Joachim von Ribbentrop y Hans Heinrich Lammers, jefe de la Cancillería del Reich. El círculo social íntimo de Berghof estaba formado por los dependientes del servicio, fotógrafos personales, como Walter Frentz y Heinrich Hoffmann, ayudantes, como Wilhelm Brückner y Fritz Wiedemann, la familia Goebbels y los Speer; nunca fue incluido Rudolf Hess.
El área del Berghof, que estuvo permanentemente en obras, contaba con vallados perimetrales, casetas de guardias y amplios túneles, búnkeres y refugios por toda la zona.
Martin Bormann, por encargo del mismo Hitler, expropió en 1935 todas las residencias nativas y posadas aledañas como parte del cinturón de seguridad de Hitler y las hizo demoler, reubicó además a todos los residentes fuera de la zona y dentro de sus deslindes se construyeron casas para Albert Speer, el mismo Martin Bormann y otros dignatarios como Hans Heinrich Lammers y Himmler, quienes pertenecían al llamado círculo de Berghof. Hermann Göring construyó su residencia no muy lejos de allí en Obersalzberg. Bormann además administraba los pases al interior del Berghof. En 1937 se le incorporó la más moderna tecnología de comunicaciones para mantener a Hitler conectado con el mundo exterior. Debido a las extremas medidas de seguridad, nunca se pudo realizar un atentado efectivo contra Hitler en el Berghof a pesar de las intenciones de la inteligencia aliada.
La residencia fue abandonada para siempre por Hitler el 16 de octubre de 1944 para ir a radicarse en el Wolfsschanze en Prusia Oriental y de allí a Berlín hasta su muerte en el Führerbunker. A ella solo volvieron sus secretarias y otros personajes de confianza para destruir toda la documentación privada de Hitler a fines de marzo de 1945.
El 25 de abril de 1945, la casa sufrió el bombardeo de la Royal Air Force británica, además del incendio por fuerzas de las SS en su retirada a principios de mayo. Por último, fue saqueado el 4 de mayo por las tropas aliadas al llegar a la zona y demolido mediante 1.181 toneladas de explosivos en el año 1953 para impedir la afluencia de turistas de todo el mundo, quienes visitaban la antigua “Casa de Hitler”. El tiempo y la naturaleza cubrieron de vegetación la zona ocultando caminos, pasadizos y otros restos. En la actualidad, es posible ver parte de los cimientos, murallones y fracciones del piso original.